# Maråkers bruk
Maråkers bruk var ett järnbruk i Söderala socken i Söderhamns kommun. Maråkers bruk privilegierades den 17 april 1730. Bruket hade en hammare med två härdar. Det nedlades 1876.

## Historia
Det var Daniel Månsson Christiernin som ansökte om att få anlägga bruket men det var sterbhuset efter Simon Funck som övertog rättigheterna och transporterade dessa på licentförvaltare Klas Hindrik Edman och rådmannen Jörgen Folcker. Johan Adolphsson Christiernin köpte 1746 halva bruket och övertog den andra hälften senare samma år. Efter hans död 1767 ägdes bruket av änkan, Margareta Hadelin, och barnen. Bruket sköttes från och med 1769 av Eric Samuel Wennberg, hans son Erik Magnus och brodern Johan Anders Wennberg, till och med 1816.
Maråkers bruk var privilegierat för 550 skeppund. Tackjärnet togs från Ljusne masugn och transporterades från Ljusne till Maråker med häst. Utskeppning av det färdiga stångjärnet skedde med båt, då Maråkers bruk låg nära kusten.
Ljusnebruken, utom Maråker, Ljusne, Sunnäs bruk och Gullgruva, köptes 1816 av grosshandlarfirman Bernhard Beskow & C:o och ägdes sedan av släkten Beskow i 70 år.